# Spodsbjerg
Spodsbjerg är en tidigare tätort i Langelands kommun i Region Syddanmark i Danmark. Tätorten hade 202 invånare (2023). Före 2024 utgjorde Spodsbjerg en egen tätort, men invånarantalet har sedan dess sjunkit under 200 invånare. Den ligger på ön Langeland, cirka 7 kilometer öster om Rudkøbing.
Från Spodsbjerg går färjan Langelandslinjen till Tårs på ön Lolland.